# 퇴계원고등학교
 제주도로 떠난 2학년 5반 정희서 너가 정말 보고싶다

## 학교 연혁
- 1974년 1월 5일 : 고등학교 설립인가(6학급)
- 1974년 3월 2일 : 제1대 전문규 교장 취임
- 1974년 4월 26일 : 고등학교 개교
- 1977년 1월 18일 : 제1회 졸업
- 1993년 12월 31일 : 후관 6개 교실 증축
- 1996년 2월 19일 : 검도장 준공
- 2004년 7월 2일 : 볼링부 창단
- 2008년 9월 16일 : 급식실 완공
- 2012년 9월 24일 : 신축 교사 이전
- 2014년 8월 29일 : 36학급(학년당 12학급) 증설 인가
- 2018년 9월 1일 : 제13대 이기덕 교장 부임
- 2024년 1월 5일 : 제47회 졸업 (304명, 누계 12,190명)
- 2024년 3월 4일 : 신입생 315명 입학 (51기)

## 참고 자료
- 퇴계원고등학교 - 한국교육학술정보원 학교알리미